# لوئیز کنه
لوئیز کنه (انگلیسی: Luiz Cané؛ زادهٔ ۲ آوریل ۱۹۸۱) ورزشکار هنرهای رزمی ترکیبی اهل برزیل است.